# Linda, Roos & Jessica
Linda, Roos & Jessica war ein niederländisches Poptrio. Es wurde 1995 von drei Schauspielerinnen der Vorabendserie Goede tijden, slechte tijden gegründet.

## Mitglieder
- Babette van Veen (als Linda Dekker von 1990–1998, 2005–2006 in der Serie)
- Guusje Nederhorst (als Roos Alberts von 1992–2001 in der Serie)
- Katja Schuurman (als Jessica Harmsen von 1995–1999 in der Serie)

## Werdegang
Die drei Schauspielerinnen nahmen auf dem Höhepunkt der Popularität der Sendung die Single Ademnood auf. Die von dem Team Fluitsma & Van Tijn produzierte Single stieg im Dezember 1995 bis auf Platz 1 der niederländischen Charts und blieb dort sieben Wochen lang. Für mehr als 60.000 verkaufter Kopien wurde die Band mit einer Platin-Schallplatte ausgezeichnet.
Von dem ursprünglich nur als einmaligen Spaß geplanten Gesangsprojekt erschienen in den folgenden Jahren fünf weitere Hitsingles. Das einzige, zum Weihnachtsgeschäft 1996 erschienene Album erreichte Goldstatus. Am 26. Juli 1998 gaben die drei Schauspielerinnen in der ShowbizCity in Aalsmeer ein Abschiedskonzert.